# Ju Lian

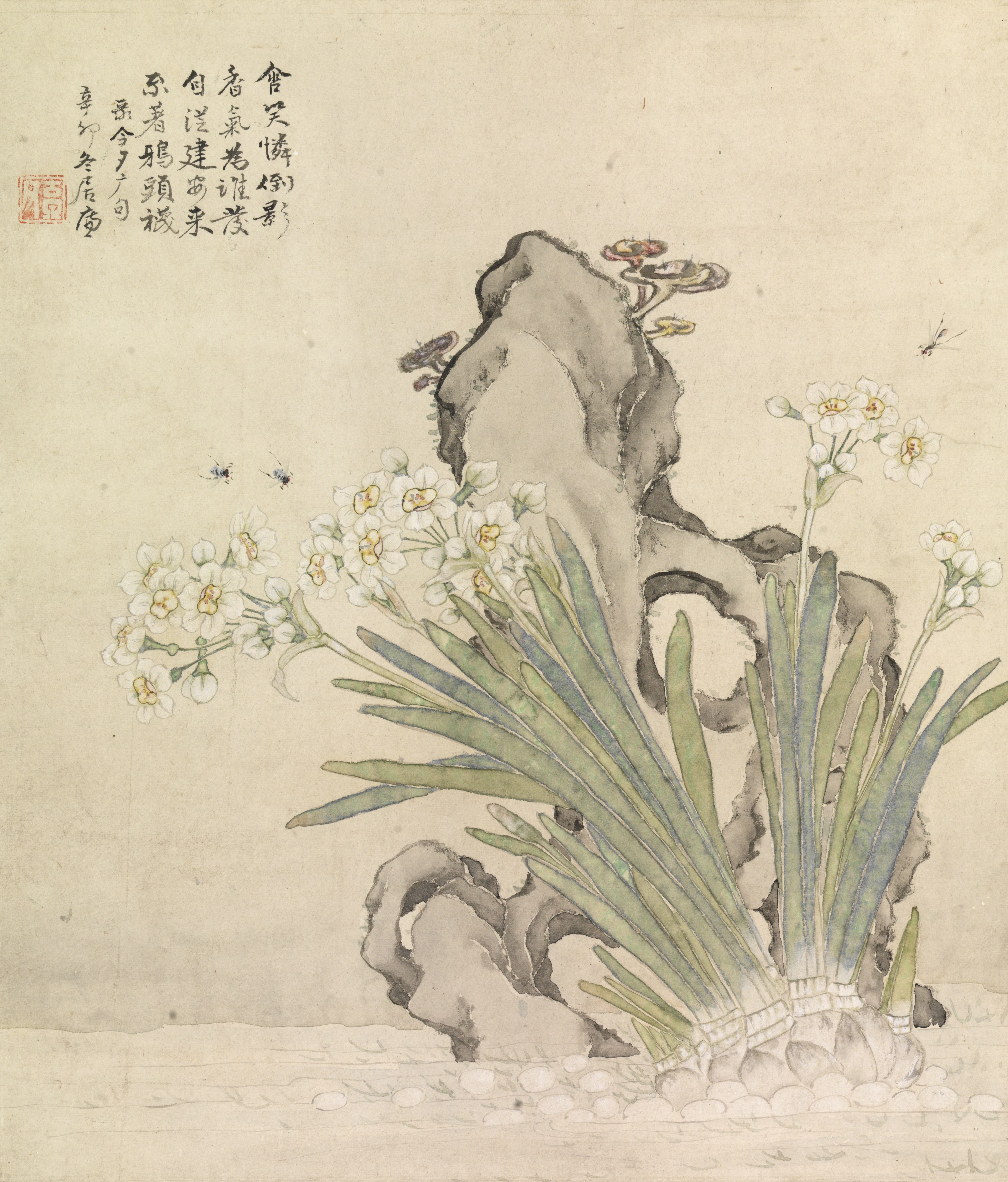
Narcissen, rots, bijen en lakzwammen (1891), collectie Indianapolis Museum of Art

Ju Lian (Chinees: 居廉, pinyin: Jū Lián; 1828–1904) was een Chinees kunstschilder en dichter uit de Qing-periode. Zijn omgangsnaam was Gu Quan (古泉; 'Oude Bron') en zijn artistieke naam Ge Shan Lao Ren (隔山老人; 'Oude Man van de Verdeelde Berg').
Ju Lian was net als zijn oudere neef Ju Chao (1828-1904) een inwoner van Geshan, een dorp in het district Panyu te Guangdong. Hij is onder andere bekend om zijn vogel- en bloemschilderingen, waarbij hij onder andere insecten, gongshi-stenen en paddenstoelen als motieven koos. Samen met Ju Chao borduurde hij voort op de vitale en simpele mogu-stijl van Yun Shouping (1633–1690). De twee gebruikten daarbij nieuwe technieken, zoals het toevoegen van water en pigment aan de nog drogende gewassen inkt.
Ju Lian was de leraar van Gao Jianfu (1879–1951) en Gao Qifeng (1889–1933). Deze twee broers stichtten samen met Chen Shuren (1883–1948) de invloedrijke Lingnan-school, een stroming die traditionele schildersstijlen combineerde met westerse schilderkunst.
- International Standard Name Identifier: 0000 0000 6361 6946
- Library of Congress Control Number: n86057342
- Nationale bibliotheek van Australië: 36645655
- Trove: 1359273
- Union List of Artist Names: 500341011
- Virtual International Authority File: 31014838
- WorldCat: E39PBJvXmXBcwBCXRtTHHhYXVC